# 索尼NEX-7
索尼 NEX-7是索尼于2011年8月发售的一款α品牌微单数码相机，是索尼NEX系列的高端产品